# Максютов, Рашит Гарифович
Рашит Гарифович Максютов (3 марта 1925 - 18 декабря 1997) — живописец, заслуженный художник РСФСР (1986)

## Биография
Художник родился в городе Кисловодск в 1925 году. Жил и работал в г. Подольск Московской области.
Образование: Московский государственный художественный институт им. В. И. Сурикова, 1950 год.
Педагоги: Г.Шегаль и В.Цыплаков.
С 1952 года член СХ СССР.

## Творчество
Участник городских, областных, зональных, республиканских и международных выставок.
В художественных выставках принимал участие с 1951 года.
Выставки работ Р. Г. Максютова проходили в 1959, 1960, 1961, 1975, 1985 гг. в Москве, 1961 г. в станице Вешенская.
Работал в станковой живописи в жанрах пейзажа и тематической картины.
Пейзажи проникнуты большим лирическим чувством, тончайшим отношением цвета, настроением, возникающим при соприкосновении с миром природы.
Картины Р. Г. Максютова находятся в художественных музеях Тамбова, Пензы, Иркутска, Пскова, Краснодара, Костромы, а также в частных коллекциях в России и за рубежом: Германии, Франции, Японии, США.

## Галерея
- Виртуальный музей Р. Г. Максютова